# Wiktor Długosz
Wiktor Długosz (Kielce, 2000. július 1. –) lengyel korosztályos válogatott labdarúgó, a Raków Częstochowa játékosa.

## Pályafutása

### Klubcsapatokban
A Korona Kielce saját nevelésű labdarúgója. 2018. május 20-án mutatkozott be az első csapatban a Zagłębie Lubin ellen 2–0-ra elvesztett hazai mérkőzésen a 67. percben Krystian Mis cseréjeként. 2019 júliusában egyhetes próbajátékon vett részt a Warta Poznań csapatánál, majd egy szezonra kölcsön is vették. Július 26-án debütált a Stal Mielec elleni másodosztályú bajnoki találkozón. Augusztus 11-én a harmadik bajnoki találkozóján megszerezte első gólját klubjában a Wigry Suwałki ellen. 2020 februárjában a Kielce úgy döntött visszahívja, mivel szeptember végétől nem kapott lehetőséget. A Kielcében visszatérése után még három bajnoki mérkőzésen pályára lépett, mielőtt kiestek az élvonalból. 2020. augusztus 30-án a Kielce csapatával is bemutatkozott a másodosztályban a Chrobry Glogow ellen 1–1-re végződő bajnoki találkozón. November 7-én megszerezte az első gólját a klubban a Zagłębie Sosnowiec ellen.
2021. február 4-én a Raków Częstochowa 2025. június 30-ig szerződtette. Február 10-én debütált a Górnik Zabrze ellen a kupában a 4–2-re megnyert mérkőzésen. Háromnappal később a bajnokságban a Lechia Gdańsk ellen kapott néhány perc lehetőséget. A 2021–22-es szezon első bajnoki mérkőzésén a Piast Gliwice ellen gólt és gólpasszt jegyzett. Július 29-én mutatkozott be az UEFA Európa Konferencia Ligában a Sūduva elleni 2. selejtezőkörben.

### A válogatottban
A lengyel korosztályos válogatottban az U19-esek között egy alkalommal, az U21-esek között három mérkőzésen lépett pályára.

## Statisztika
2023. február 18-án frissítve.
| Klub                   | Szezon   | Bajnokság | Bajnokság | Kupa  | Kupa | Nemzetközi | Nemzetközi | Egyéb | Egyéb | Összesen | Összesen |
| Klub                   | Szezon   | Meccs     | Gól       | Meccs | Gól  | Meccs      | Gól        | Meccs | Gól   | Meccs    | Gól      |
| ---------------------- | -------- | --------- | --------- | ----- | ---- | ---------- | ---------- | ----- | ----- | -------- | -------- |
| Korona Kielce          | 2017–18  | 1         | 0         | 0     | 0    | —          | —          | —     | —     | 1        | 0        |
| Korona Kielce          | 2018–19  | 0         | 0         | —     | —    | —          | —          | —     | —     | 0        | 0        |
| Korona Kielce          | 2019–20  | 3         | 0         | 0     | 0    | —          | —          | —     | —     | 3        | 0        |
| Korona Kielce          | 2020–21  | 16        | 1         | 2     | 0    | —          | —          | —     | —     | 18       | 1        |
| Korona Kielce          | Összesen | 20        | 1         | 2     | 0    | 0          | 0          | 0     | 0     | 22       | 1        |
| Warta Poznań (kölcsön) | 2019–20  | 7         | 1         | 0     | 0    | —          | —          | —     | —     | 7        | 1        |
| Warta Poznań (kölcsön) | Összesen | 7         | 1         | 0     | 0    | 0          | 0          | 0     | 0     | 7        | 1        |
| Raków Częstochowa      | 2020–21  | 6         | 0         | 1     | 0    | —          | —          | —     | —     | 7        | 0        |
| Raków Częstochowa      | 2021–22  | 17        | 1         | 4     | 0    | 5          | 0          | 0     | 0     | 26       | 1        |
| Raków Częstochowa      | 2022–23  | 12        | 0         | 1     | 0    | 3          | 0          | 1     | 0     | 17       | 0        |
| Raków Częstochowa      | Összesen | 35        | 1         | 6     | 0    | 8          | 0          | 1     | 0     | 50       | 1        |
| Összesen               | Összesen | 62        | 3         | 8     | 0    | 8          | 0          | 1     | 0     | 79       | 3        |

## Sikerei, díjai
- Raków Częstochowa
  - Lengyel kupa: 2020–21,[19] 2021–22
  - Lengyel szuperkupa: 2022